# 大雪展望台

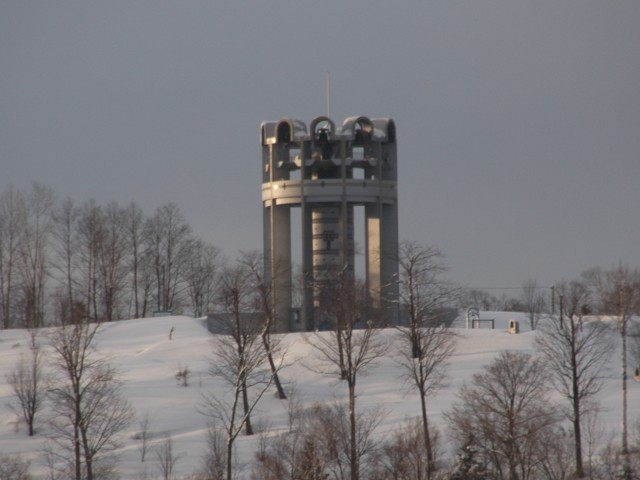
大雪展望台「エスポワールの鐘」

大雪展望台（たいせつてんぼうだい）は、北海道上川町に位置する展望台。巨大な鐘「エスポワールの鐘」が頭頂部に設置されている。「大雪展望台エスポワールの鐘」とも呼ばれる。

## 概要
上川町開基90周年事業の一環として1984年(昭和59年)、上川公園に建設された。設計は六角鬼丈。フランスにあるメーカーに「エスポワールの鐘」5つを特別注文し、展望台上部に設置した。1日9時以降4回定期的に鐘が鳴る仕組みになっている。およそ1.5メートルの直径を誇る鐘の名称はフランス語で「希望」という意味の単語、「espoir」から。
地上部にタイムカプセルが設置されており、2034年に開けられる予定。展望台内部にエレベーターは無く、上部展望階まで上がるには内部螺旋階段を利用する。所在地は北海道上川町字越路。

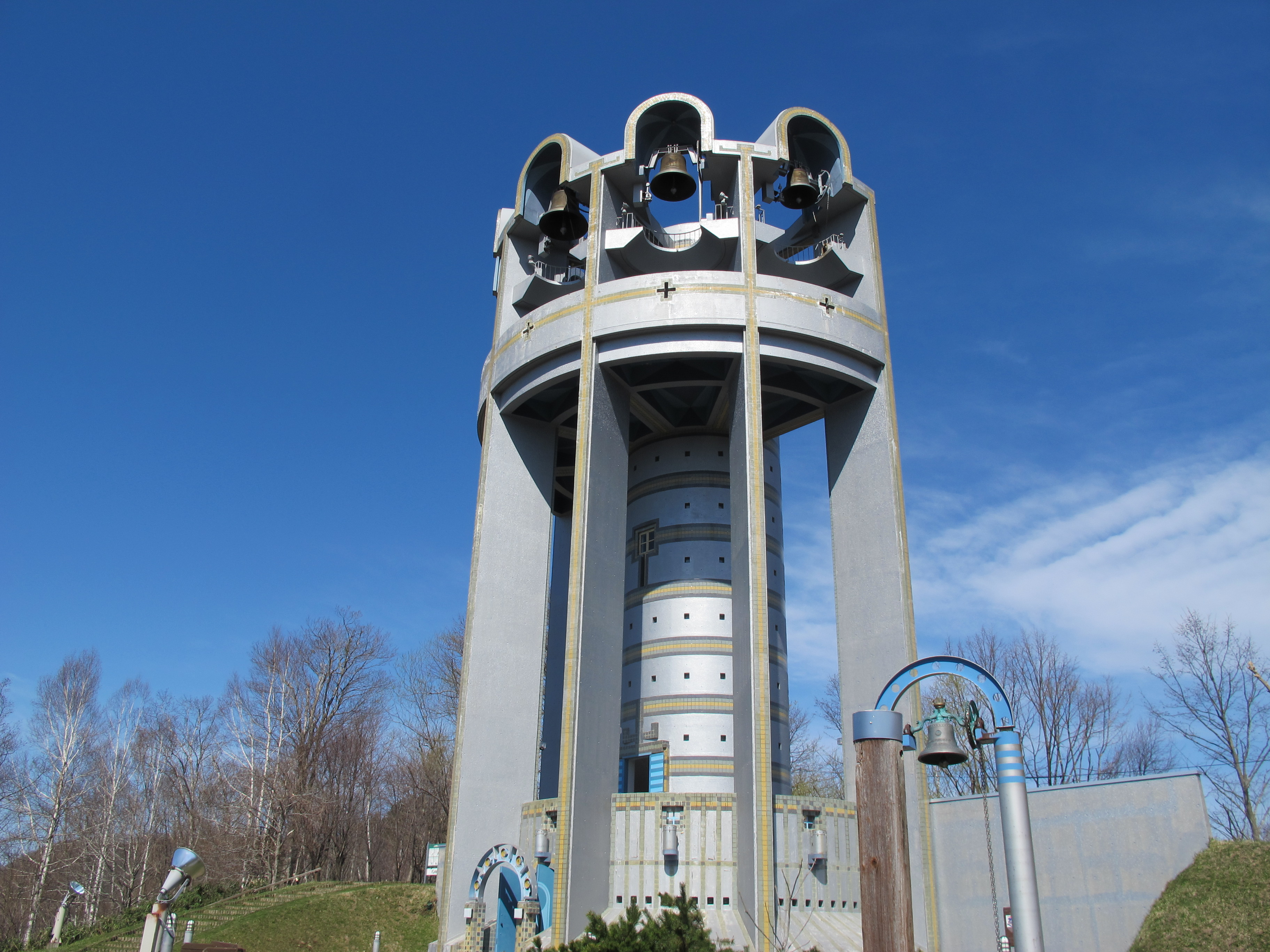
「エスポワールの鐘」(2017)

- 開館時間
  - 5月〜10月　9時〜16時30分
  - 11月〜4月　冬季休館

- エスポワールの鐘　吹鳴時間
  - 9時　12時　15時　18時